# Wereldkampioenschap voetbal 2018 (achtste finale) Frankrijk - Argentinië
Dit artikel gaat over de wedstrijd in de achtste finales tussen Frankrijk en Argentinië die gespeeld werd op zaterdag 30 juni 2018 tijdens het wereldkampioenschap voetbal 2018. Het duel was de vijftigste wedstrijd van het toernooi.

## Voorafgaand aan de wedstrijd
- Frankrijk stond bij aanvang van het toernooi op de zevende plaats van de FIFA-wereldranglijst.[1]
- Argentinië stond bij aanvang van het toernooi op de vijfde plaats van de FIFA-wereldranglijst.[2]
- Deze confrontatie tussen de nationale elftallen van Frankrijk en Argentinië was de twaalfde in de historie.[3]
- Het duel vindt plaats in de Kazan Arena in Kazan. Dit stadion werd in 2013 geopend en kan 45.105 toeschouwers herbergen.

## Wedstrijdgegevens[4]
| Datum                | 30 juni 2018                                                                                  | 30 juni 2018                                                                                  |
| Wedstrijdnummer      | 50                                                                                            | 50                                                                                            |
| Stadion              | Kazan Arena, Kazan                                                                            | Kazan Arena, Kazan                                                                            |
| Toeschouwers         | 42.873                                                                                        | 42.873                                                                                        |
| Scheidsrechter       | Alireza Faghani                                                                               | Alireza Faghani                                                                               |
| Assistenten          | Reza Sokhandan Mohammadreza Mansouri                                                          | Reza Sokhandan Mohammadreza Mansouri                                                          |
| Vierde official      | Julio Bascuñán                                                                                | Julio Bascuñán                                                                                |
| Videoscheidsrechters | Massimiliano Irrati Carlos Astroza (assistent) Paweł Gil (assistent) Paolo Valeri (assistent) | Massimiliano Irrati Carlos Astroza (assistent) Paweł Gil (assistent) Paolo Valeri (assistent) |
| Man van de wedstrijd | Kylian Mbappé                                                                                 | Kylian Mbappé                                                                                 |
|                      | Frankrijk                                                                                     | Argentinië                                                                                    |
| Doelpunten           | 4                                                                                             | 3                                                                                             |
| Gele kaarten         | 3                                                                                             | 5                                                                                             |
| Rode kaarten         | 0                                                                                             | 0                                                                                             |
| Wissels              | 3                                                                                             | 3                                                                                             |
| Schoten op doel      | 4                                                                                             | 4                                                                                             |
| Schoten naast doel   | 4                                                                                             | 1                                                                                             |
| Overtredingen        | 21                                                                                            | 15                                                                                            |
| Hoekschoppen         | 0                                                                                             | 4                                                                                             |
| Buitenspel           | 0                                                                                             | 1                                                                                             |
| Balbezit (%)         | 41                                                                                            | 59                                                                                            |

| Frankrijk | 4 – 3           | Argentinië |
| Antoine Griezmann 13' (pen.) (Lucas Hernández) Benjamin Pavard 57' Kylian Mbappé 64' Kylian Mbappé 68'                                                                     | goals (assists) | 41' Ángel Di María 48' Gabriel Mercado (Lionel Messi) 90+3' Sergio Agüero (Lionel Messi)                                                                                      |
| Didier Deschamps | bondscoach      | Jorge Sampaoli |
| Hugo Lloris Benjamin Pavard Raphaël Varane Samuel Umtiti Lucas Hernández N'Golo Kanté Paul Pogba Kylian Mbappé 89' Antoine Griezmann 83' Blaise Matuidi 75' Olivier Giroud | opstellingen    | Franco Armani Gabriel Mercado Nicolás Otamendi 46' Marcos Rojo Nicolás Tagliafico 66' Enzo Pérez Javier Mascherano Éver Banega 84' Cristian Pavón Lionel Messi Ángel Di María |
| Corentin Tolisso 75' Nabil Fekir 83' Florian Thauvin 89' | wissels         | 46' Federico Fazio 66' Sergio Agüero 75' Maximiliano Meza |
| Blaise Matuidi 72' Benjamin Pavard 73' Olivier Giroud 90+3' | gele kaarten    | 11' Marcos Rojo 19' Nicolás Tagliafico 43' Javier Mascherano 50' Éver Banega 90+3' Nicolás Otamendi                                                                           |
| | rode kaarten    | |